# トマノン

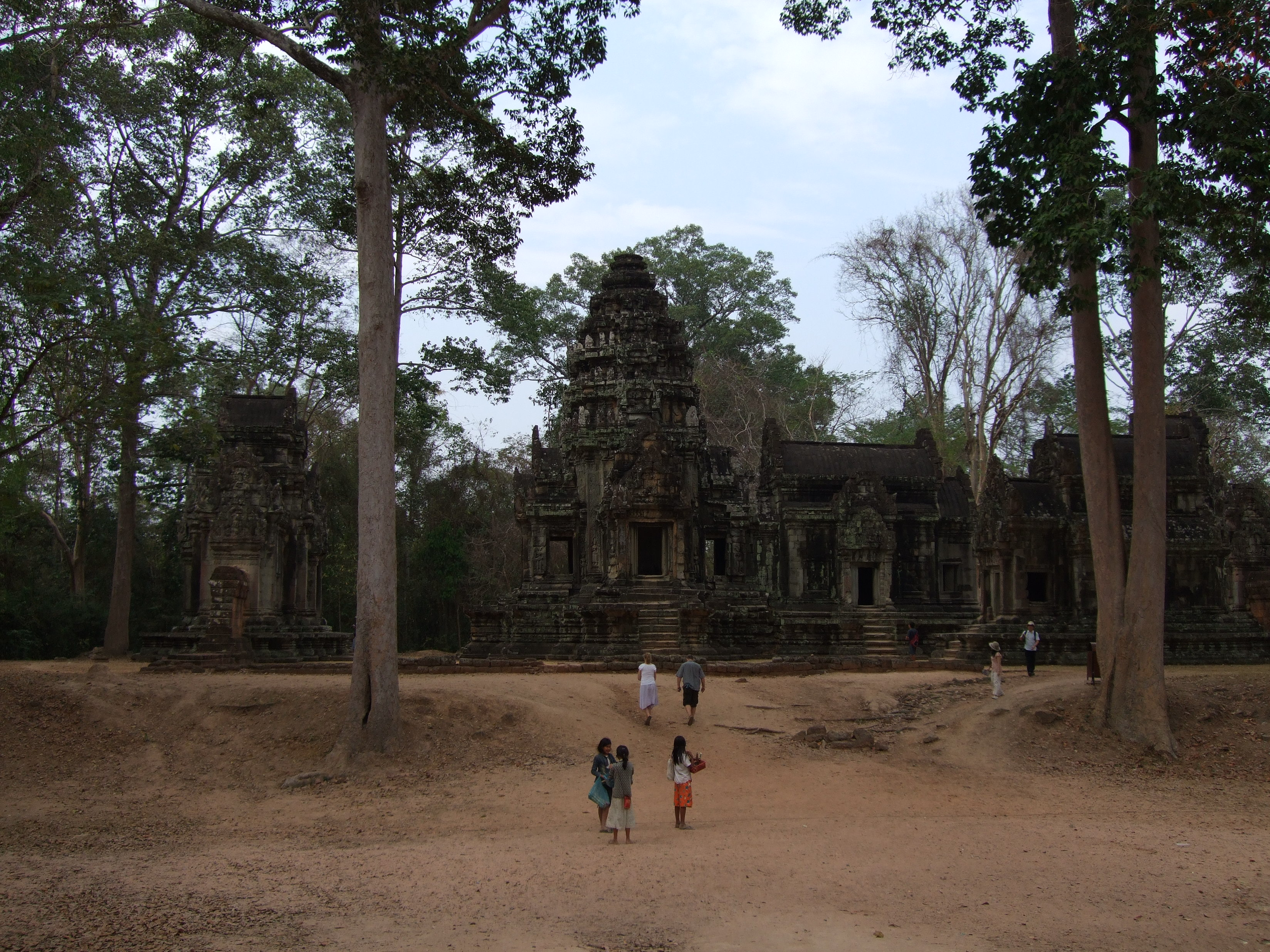
勝利の門より通じる経路からの景観。

トマノン（Thommanon、クメール語: ប្រាសាទធម្មនន្ទ）は、カンボジアのアンコール遺跡において、チャウ・サイ・テヴォーダと1対となるスーリヤヴァルマン2世（在位1113-1150年）の統治中に建てられたヒンドゥー教寺院のうちの1つである。この小さいが洗練された寺院は、アンコール・トムの勝利の門からおよそ500メートル東、チャウ・サイ・テヴォーダのすぐ北に位置する。この寺院は、国際連合教育科学文化機関（ユネスコ、UNESCO）により、アンコール遺跡 (Angkor) の名で1992年に登録されたユネスコ世界遺産の一部である。寺院はシヴァおよびヴィシュヌに捧げられている。

## 歴史
トマノンに見られるデヴァターの彫刻を研究する学者らは、トマノンは、アンコール・ワットの造営が始まった頃に構築されたと判断している。しかし、建造された厳密な正確な年月についてはいくつかの相違がある。一部において、デヴァターとして知られている女神の特徴のある彫刻は、それらがジャヤーヴァルマン6世（1080-1113年）の統治中である11世紀末に建設されたことを示唆すると考えられている。しかしながら、より多くの合意として、特にそれが1113-1150年にかけてのアンコール・ワットやベンメリアの頃の時代にスーリヤヴァルマン2世によって建てられたという学術研究がすでに知られる。
ヴィシュヌ派の崇拝は、カンボジアにおいてジャヤーヴァルマン2世とその息子ジャヤーヴァルマン3世により採択された。これら2人の支配者のもと、シヴァ派の崇拝は、トマノン、ベンメリア、チャウ・サイ・テヴォーダ、バンテアイ・サムレ、アンコール・ワットなどの寺院においてヴィシュヌ崇拝に包含された。
トマノンは、タ・ケウに向かう道上の勝利の門より500メートル東、チャウ・サイ・テヴォーダのちょうど反対側に位置している。1960年代に、寺院はフランス極東学院（仏:  École française d'Extrême-Orient、EFEO）により大規模な修復を受けた。フランス人考古学者ベルナール＝フィリップ・グロリエが寺院を修復し、コンクリートの天井を加えた。

## 構造
トマノンは、高さ約2メートルの基壇上に1つの塔と拝殿をもつ寺院であり、南側に1つの経蔵、東と西に塔門、東塔門より続く参道の東には小型の十字テラスがある。
東向きの中央の聖所が、円錐形の冠を頂く祠堂すなわち塔となる。東からの通路は、塔門（ゴープラ、gopura）を経て、中央祠堂に至る前に、拝殿（マンダパ、mandapa、または控えの間）が接続している。
寺院を囲む複合壁は、東と西にある入場門のみを残し、一部のラテライトの痕跡以外すべてが消失している。中央の塔が主祠堂の遺構である。トマノンとチャウ・サイ・テヴォーダの両寺院は、大きな門をもつ1つの大きな複合構造物のもとで中央の塔に結びついていたとも推測される。主祠堂の南東側に分離し独立した建物は経蔵である。
| 左: 扉の彫刻。右: 寺院扉口のまぐさ（リンテル）の彫刻。 |  | 左: 扉の彫刻。右: 寺院扉口のまぐさ（リンテル）の彫刻。 |
| 左: 扉の彫刻。右: 寺院扉口のまぐさ（リンテル）の彫刻。 |  |                                                        |

寺院の彫刻は非常によく保存され、古い砂岩が周囲の密林にはっきりとした対照をもたらしている。その塔の建築様式は、アンコール・ワットおよび寺院に近接するチャウ・サイ・テヴォーダとも類似している。寺院は、近くにある修復を受けたチャウ・サイ・テヴォーダと両寺院の設計において似るが、それよりかなり良い状態で保存されている。トマノンがより良い保存状態である理由は、その上部構造が石で囲まれた木の梁を持たないことに起因する。つまり、この寺院の彫刻の資材としての砂岩の採用が、ほぼ木製であったその周辺にある他の寺院に対して、その構造上の設計において進歩していた。すべての扉口には彫刻されたペディメント（破風）がある。
デヴァター
| 左: 壁角に描写されたサンポット衣装の型が異なるデヴァター。右: デヴァター（女神）の肖像。 |  | 左: 壁角に描写されたサンポット衣装の型が異なるデヴァター。右: デヴァター（女神）の肖像。 |
| 左: 壁角に描写されたサンポット衣装の型が異なるデヴァター。右: デヴァター（女神）の肖像。 |  |                                                                                          |

女神の立彫像であるデヴァターの像は、他のクメール寺院と同じくここで数多く見られる。それらはトマノンにおける魅力の中核である。デヴァターには、花の冠、サンポット（sampot、カンボジアのスカート衣装）、首飾り、腕輪、帯、足輪が示されている。表現されている印相は複雑である。花を持つデヴァターは非常に独特で、親指に対し中指で環を保ちながら印を示し小指を伸ばしている。一連のアンコール研究者は「デヴァターの印相」と称されるこの姿勢が、アンコール・ワットにおいても顕著であることを指摘する。デヴァターのサンポットは2つの異なる型に分けられるが、一つはロレイやプノン・ボック（西暦900年頃）におけるバケン様式時代に見られる古代の襞（ひだ）のある様式であり、もう一方はアンコール・ワットにおいて見られる折り目と「尾」を持った模様のある生地様式である。

## 画像

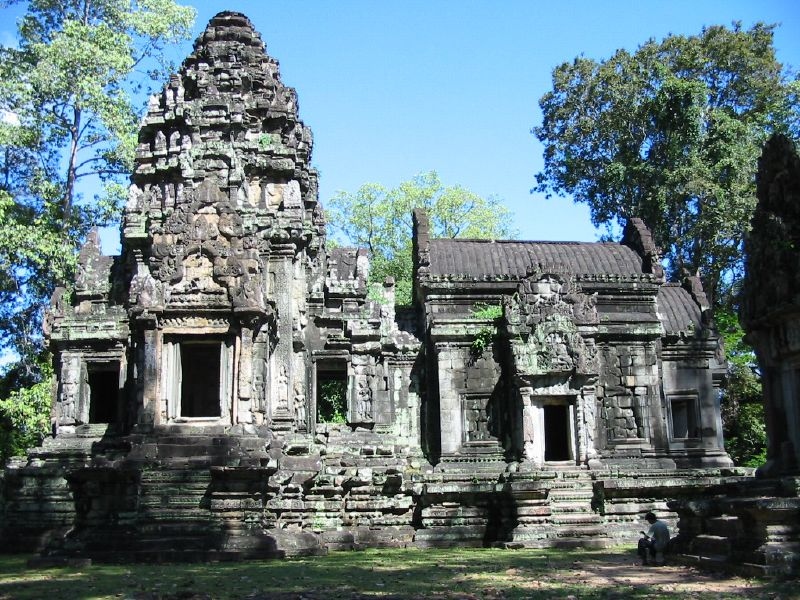
中央祠堂と拝殿（マンダパ）。
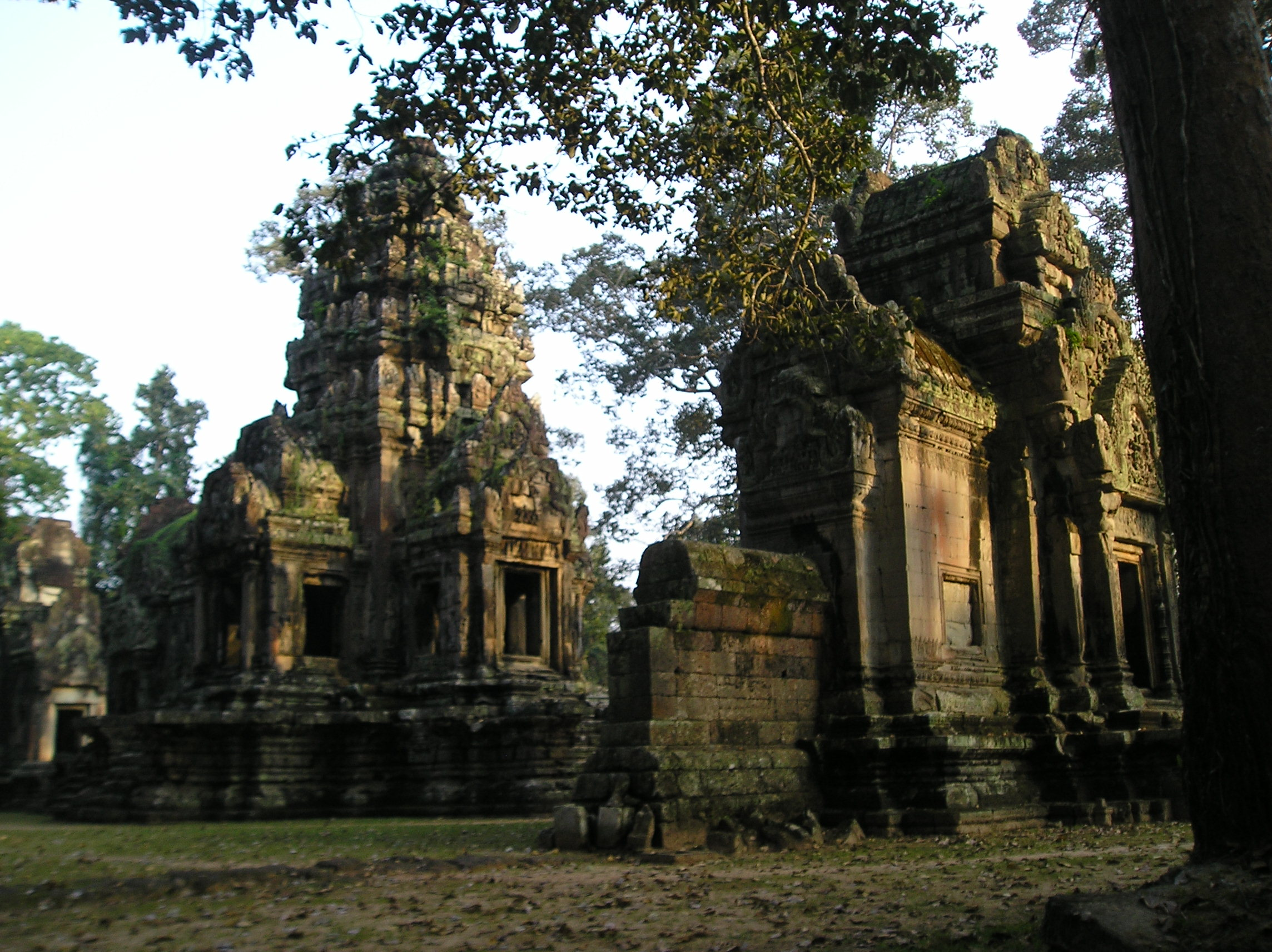
中央祠堂と西塔門。
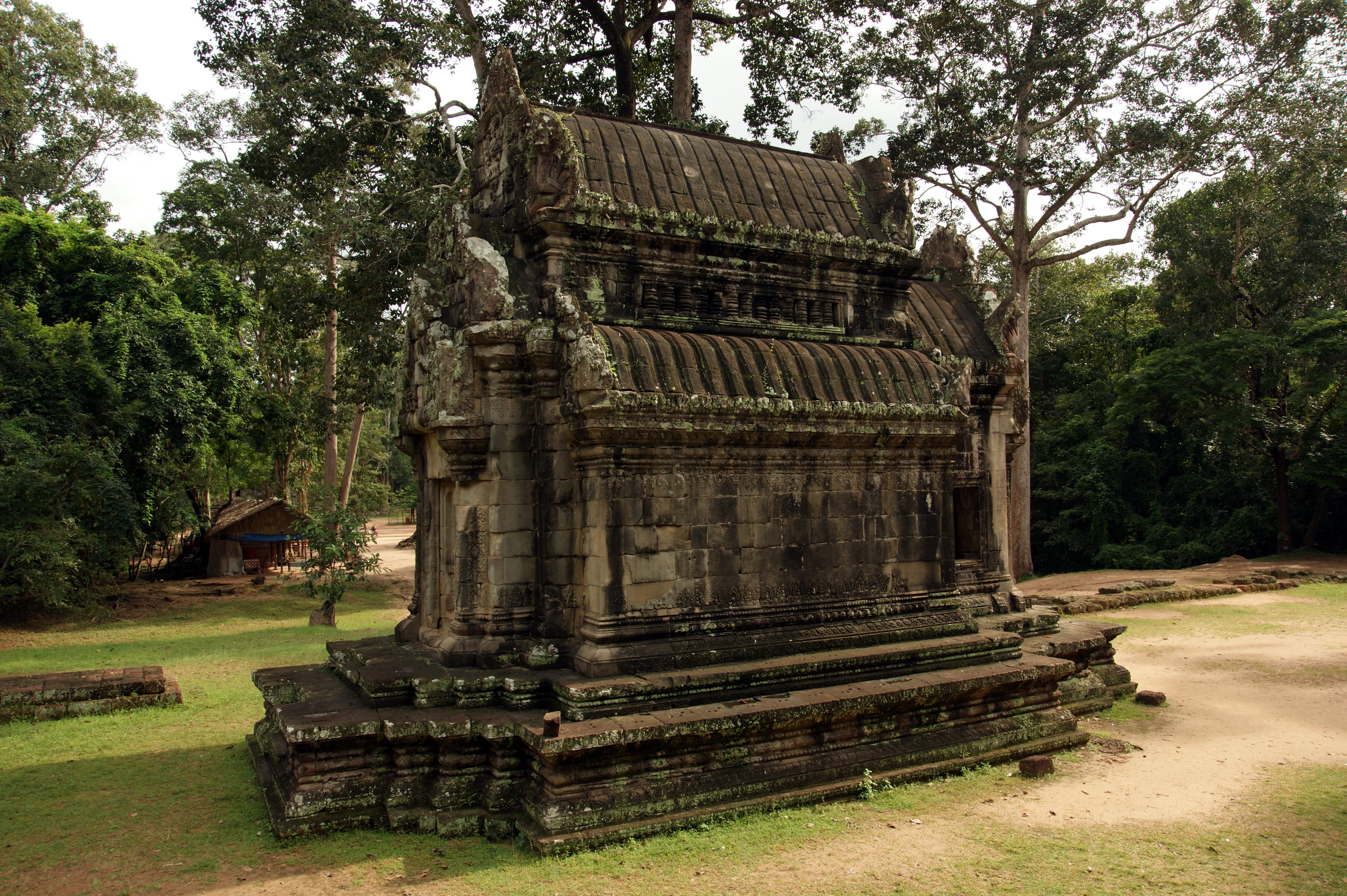
経蔵と呼ばれる寺院の構造物。